# Limoncito (Bolivia)
Limoncito es una localidad rural de Bolivia, ubicada en el municipio de El Torno en el departamento de Santa Cruz.

## Ubicación
Limoncito se encuentra en el municipio de El Torno en la provincia de Andrés Ibáñez en el este del departamento de Santa Cruz. La localidad está a una altitud de 551 m s. n. m. en el margen derecho del río Piraí entre las localidades de El Torno y La Angostura .

## Geografía
Limoncito está ubicado en el clima de sabana tropical en el borde oriental de la Cordillera Oriental, perteneciente a la cordillera de los Andes. La región estaba cubierta por bosque seco tropical antes de la colonización, pero ahora es mayormente tierra cultivada.
La temperatura promedio promedio de la región es de 24 °C, la precipitación anual es de 950 mm (ver diagrama climático de La Angostura). Las temperaturas medias mensuales varían entre 20 °C en julio y 26 °C en diciembre y enero, la precipitación mensual es intensa de noviembre a marzo y supera los 100 mm, el clima de junio a septiembre es árido con precipitaciones inferiores a 40 mm.

## Transporte
Limoncito se encuentra a 37 kilómetros por carretera al suroeste de la ciudad de Santa Cruz de la Sierra, la capital departamental.
Desde el centro de Santa Cruz, la carretera pavimentada Ruta 7 de cuatro carriles corre hacia el suroeste a través de los pueblos de El Carmen, La Guardia y El Torno hasta Limoncito, para luego seguir por La Angostura, Samaipata y Comarapa hasta la ciudad de Cochabamba.

## Demografía
La población de Limoncito casi se ha triplicado en las últimas dos décadas:
| Año  | Habitantes | Fuente |
| ---- | ---------- | ------ |
| 1992 | 1 184      | Censo  |
| 2001 | 2 164      | censo  |
| 2012 | 2 943      | censo  |

Debido a la inmigración interna del Altiplano en la segunda mitad del Siglo XX, la región tiene una importante proporción de población quechua, siendo que en el municipio de El Torno el 27,7 por ciento de la población habla el idioma quechua.